# 오아소역
오아소역(일본어: 大麻生駅, おおあそうえき)은 일본 사이타마현 구마가야시에 있는 지치부 철도 지치부 본선의 역이다.

## 역 구조
섬식 승강장 1면 2선의 지상역으로 업무 위탁역이다.

### 승강장
| 1 | ■ 지치부 선 | 구마가야・교다시・하뉴 방면                 |
| 2 | ■ 지치부 선 | 요리이・나가토로・지치부・미쓰미네구치 방면 |

## 역 주변
- 아라카와강
- 국도 제140호선
- 사이타마 현도 47호 후카야히가시마쓰야마 선
  - 오시키리 다리
- 구마가야 시청 오아소 출장소
- 구마가야 시립 오아소 초등학교
- 구마가야 시립 오아소 중학교
- 히로세가와라 차량기지
- 아라카와 오아소 공원
- 오아소 골프장

## 역사
- 1901년 10월 7일: 영업 개시.

## 인접역
| 지치부 철도 ■ 지치부 본선  | 지치부 철도 ■ 지치부 본선 | 지치부 철도 ■ 지치부 본선 |
| -------------------------- | ------------------------- | ------------------------- |
| 히로세야초노모리 하뉴 방면 | 보통                      | 아케토 미쓰미네구치 방면  |